# Église Saint-Martial d'Angoulême
Pour les articles homonymes, voir église Saint-Martial.
L'église Saint-Martial est une église de Charente, située dans le quartier Saint-Martial en centre-ville d'Angoulême.

## Historique

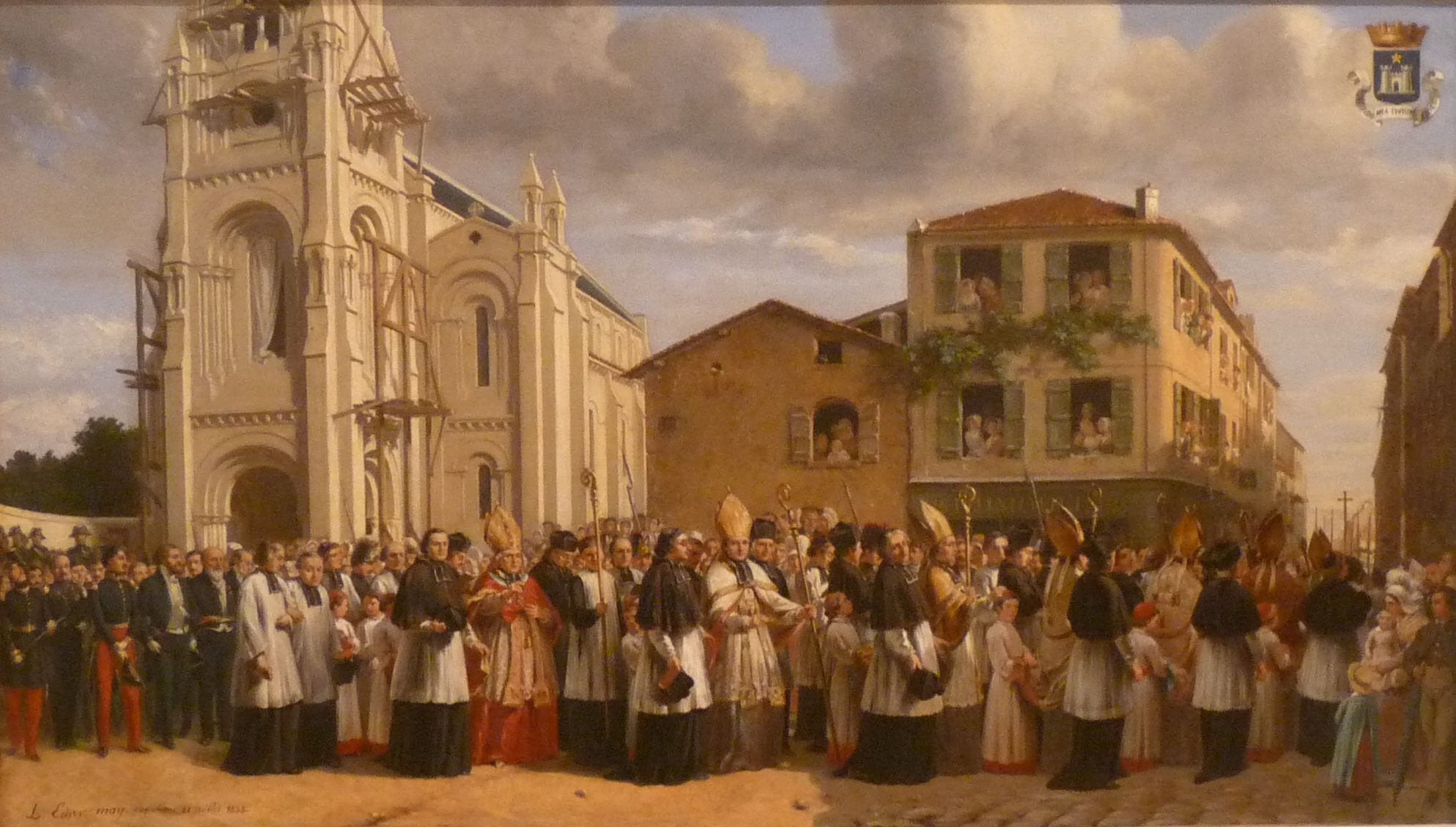
Consécration de la nouvelle église en 1853, Louis-Edouard May, musée des Beaux-Arts.

L'église, qui est l'une des plus vieilles églises du centre-ville d'Angoulême, est placée sous le patronage de l'apôtre d'Aquitaine, Martial de Limoges, qui évangélise l'Aquitaine aux IIIe et IVe siècles, avant de se fixer à Limoges en Limousin.
Le nom de saint Martial également donné à un faubourg d'Angoulême, intégré à la ville intra-muros au XIIIe siècle.
Avant le XIe siècle, une église et son cimetière sont déjà implantés à cet endroit. C'est au XIIe siècle que l'on construit une première église de style roman avec une crypte. Elle est constamment agrandie au Moyen Âge, puis détruite en partie lors des guerres de Religion pendant la seconde moitié du XVIe siècle.
Entre le XVIIe et XVIIIe siècles, l'église cristallise autour d'elle de nombreux établissements religieux : le couvent des Ursulines (dont il reste quelques vestiges), les Filles de la Charité, le Séminaire, devenu Maison du peuple, détruit en 1972.
L'église subsiste jusqu'en 1848, date à laquelle l'édifice qui menace de s'écrouler est fermé. L'architecte Paul Abadie procède à sa reconstruction et la (première ?) pierre est posée en 1852. Le chantier dure de 1849 à 1856. Le nouvel édifice est de style néoroman régional,,,.
L'église est consacrée le 21 juillet 1853, en présence d'une grand nombre d'évêques (dont ceux d'Angoulême, de Périgueux, de Poitiers, de Tulle et de Limoges), de prêtres et de laïcs.

## Description

### Architecture
L'édifice est de style néoroman. Elle est de plan allongé avec un clocher-porche en avant de l'édifice. À l'intérieur, le premier étage du clocher s'ouvre sur la nef grâce à une plateforme aménagée au-dessus de l'entrée.

### Mobilier

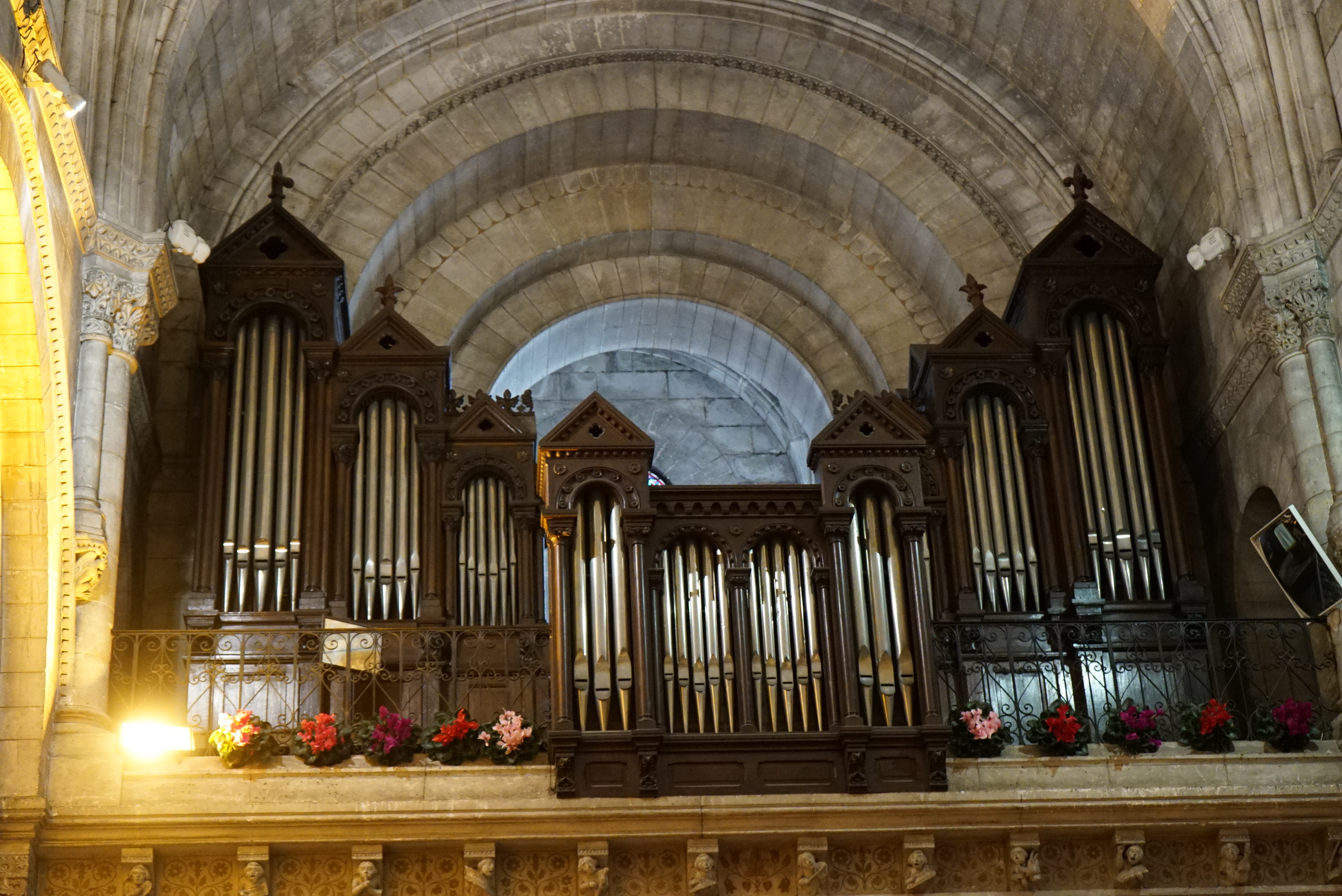
L'orgue.

L'architecte Paul Abadie s'est également impliqué dans la réalisation du mobilier, qui date principalement du XIXe siècle, et qui est dit remarquable par son homogénéité de style.
Le buffet néoroman à pilastres contenant l'orgue fait l’objet d’une inscription au titre objet des monuments historiques depuis 1995.
Les vitraux, confectionnés en 1857 par les ateliers Lobin de Tours, montrent une série de saints, dont saint Martial.

## Protection
L'église Saint-Martial fait l’objet d’une inscription au titre des monuments historiques depuis le 9 septembre 2001.

## Galerie de photos

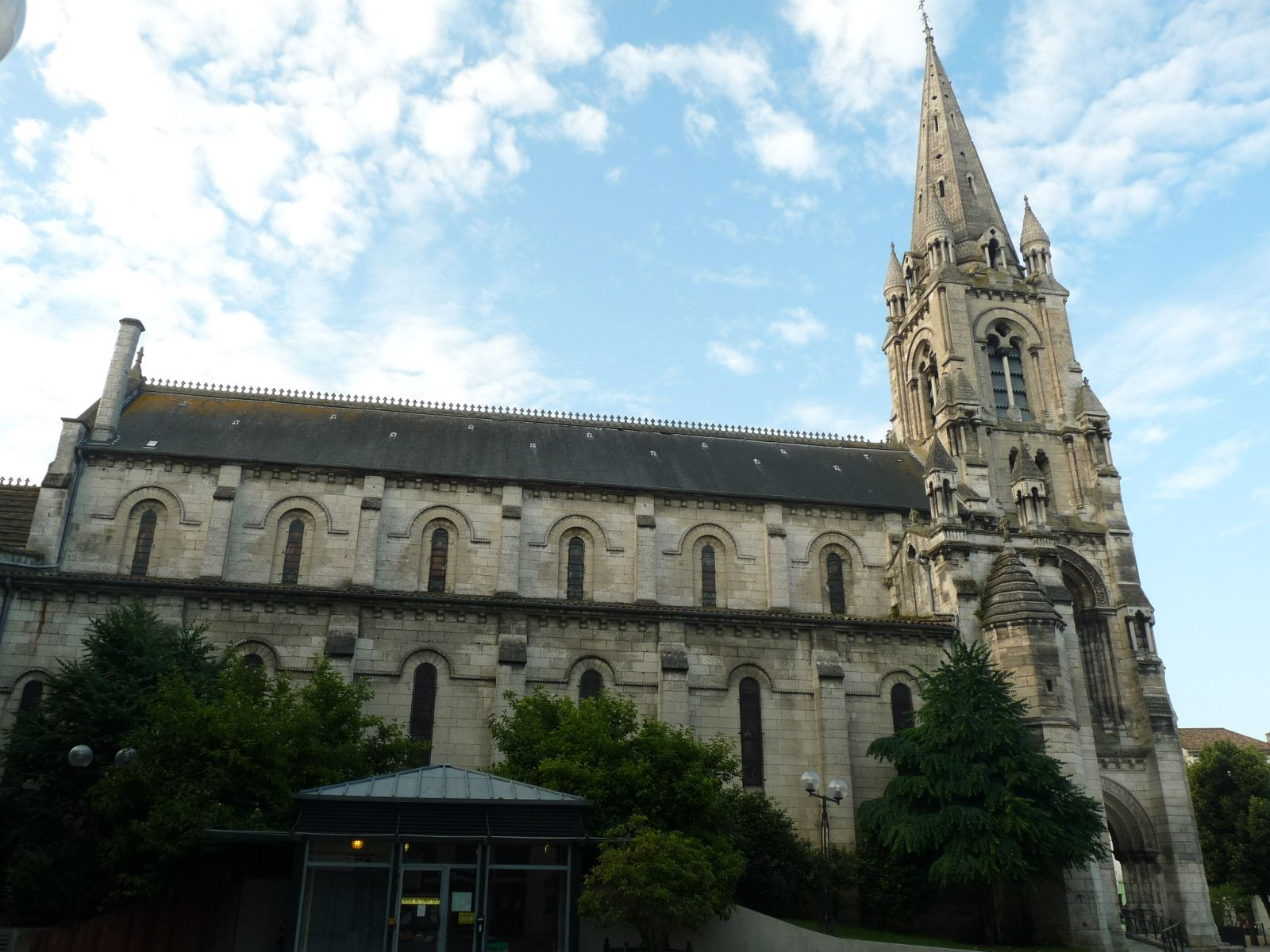
Vue latérale.
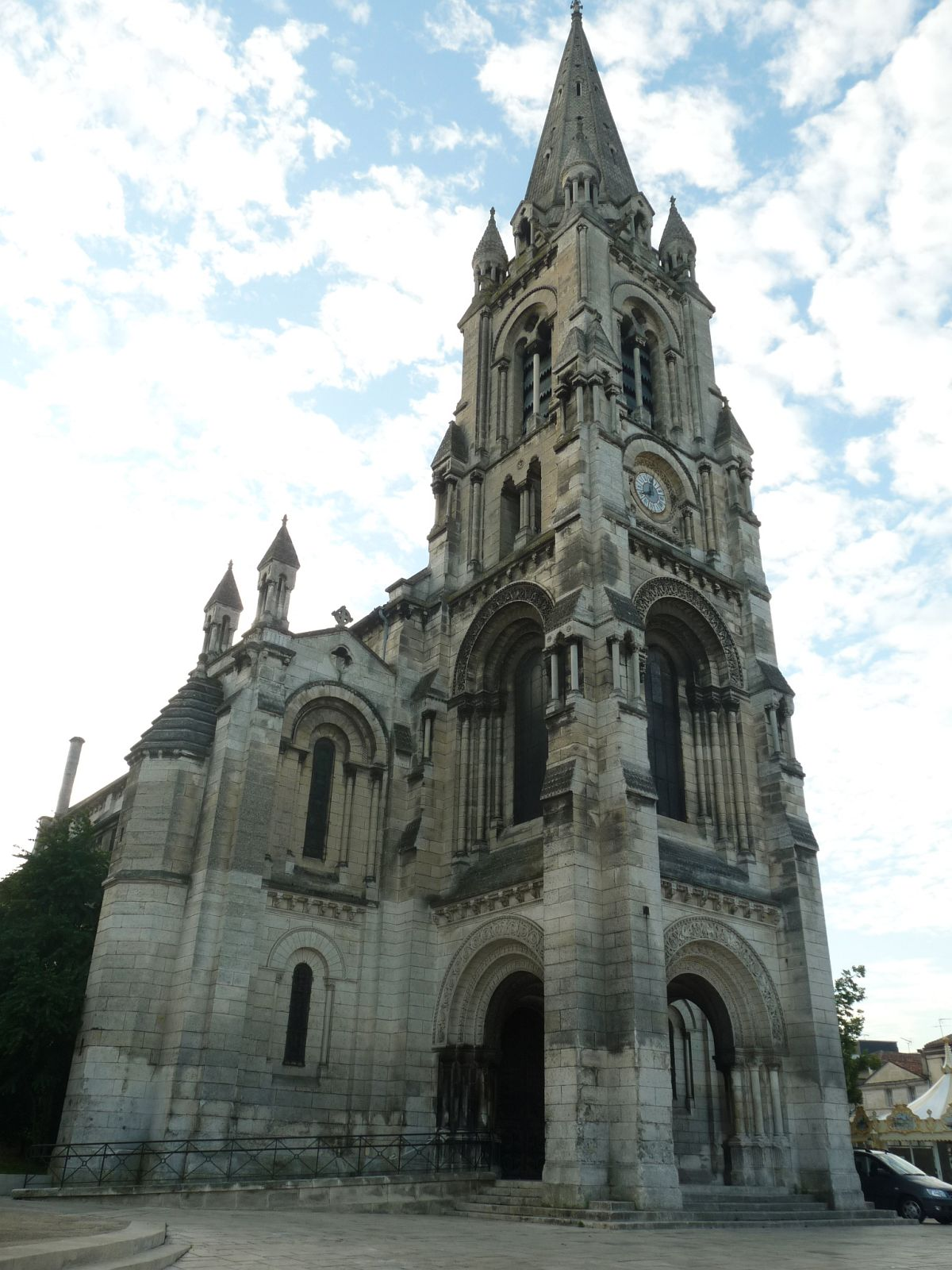
Le clocher-porche.
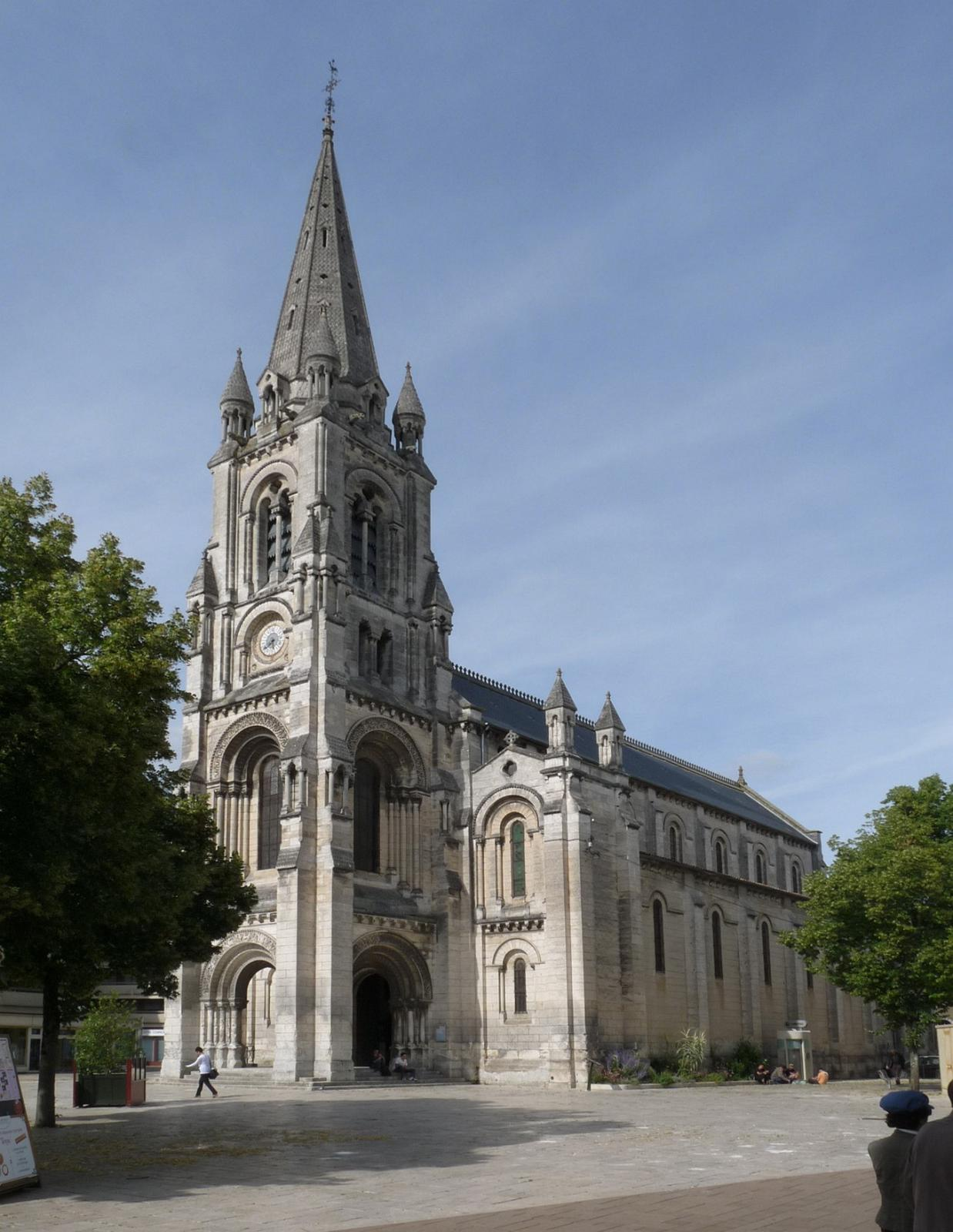
Vue du sud-ouest.
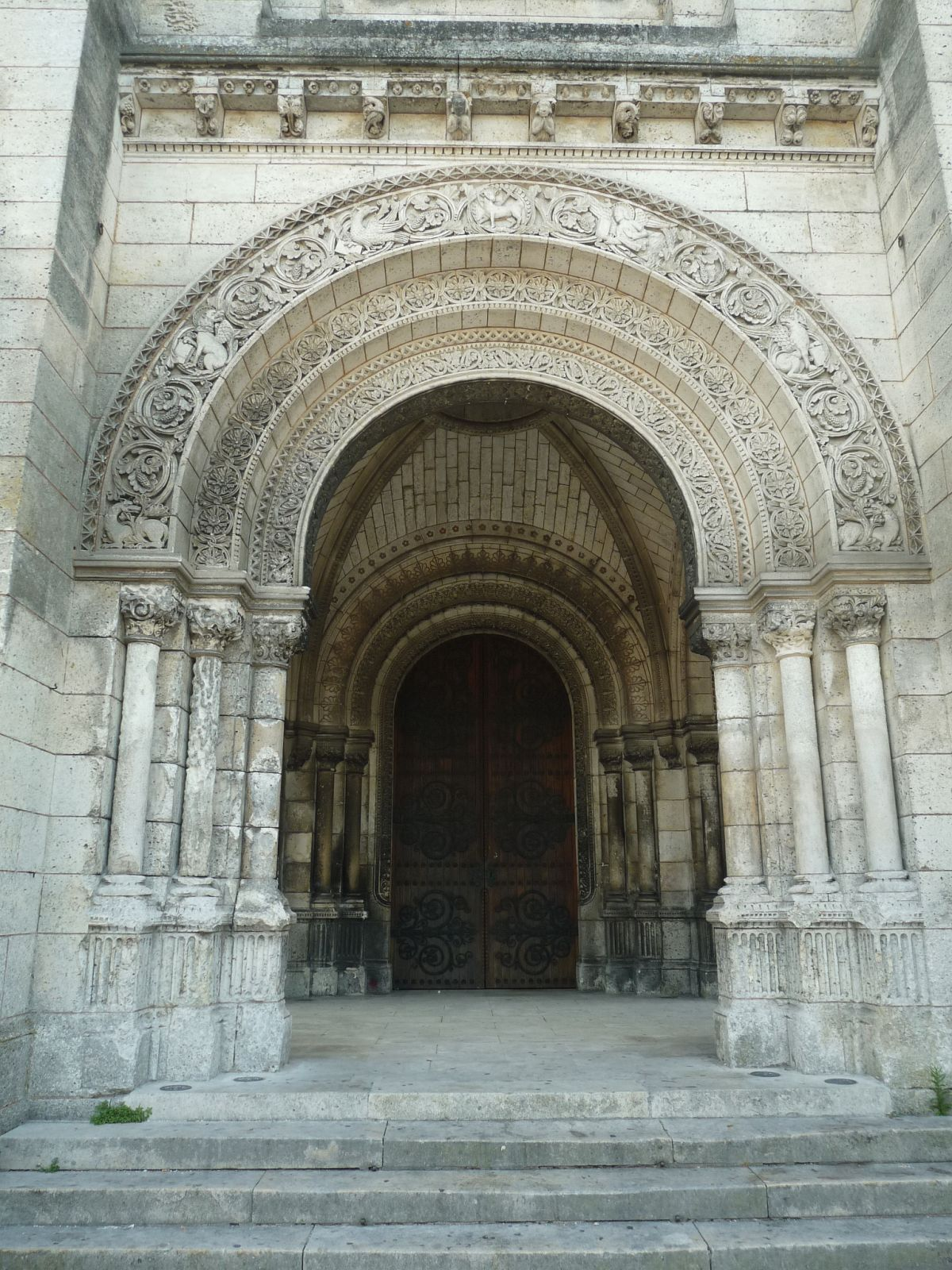
L'entrée.
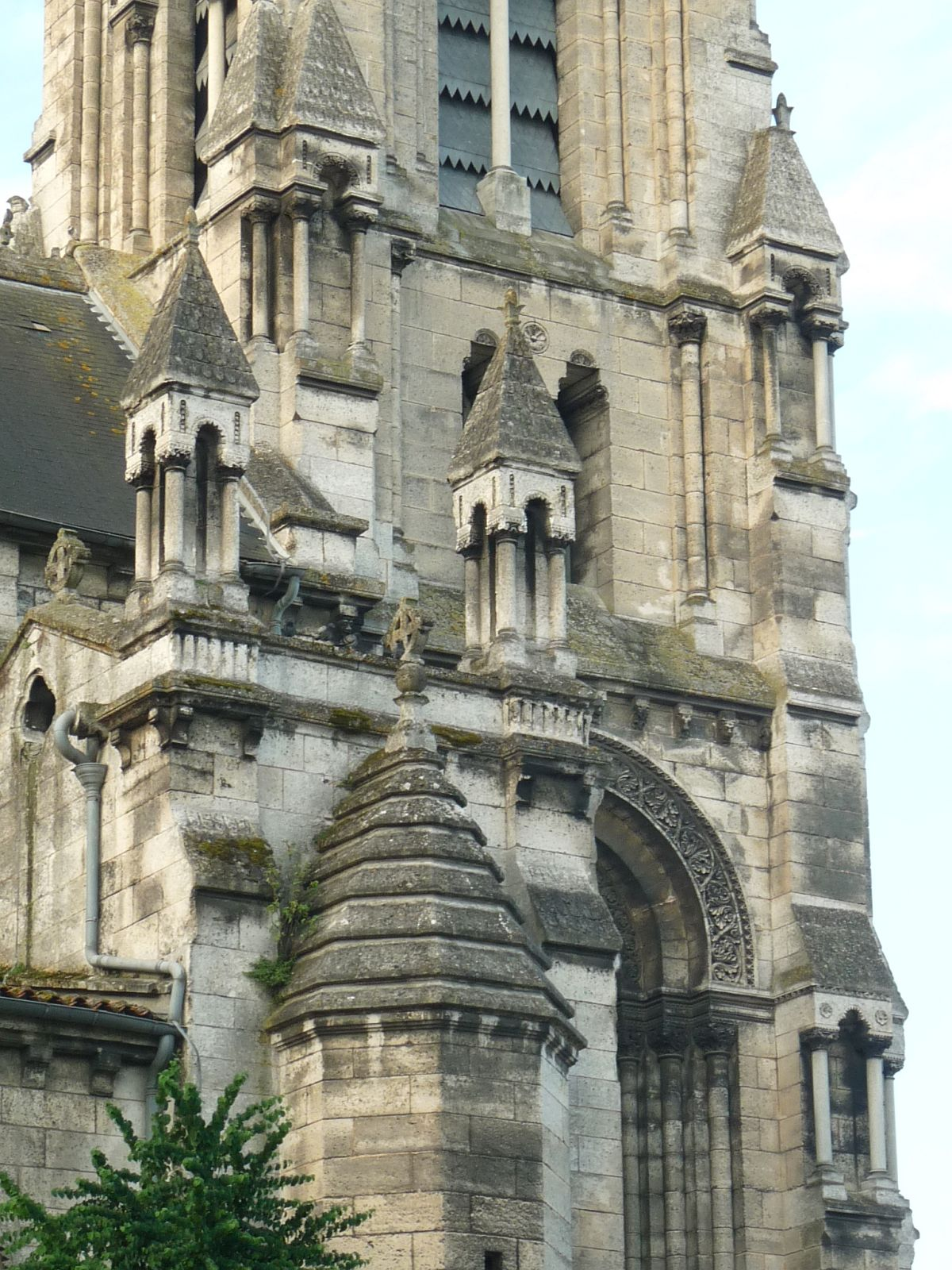
Détails du clocher.
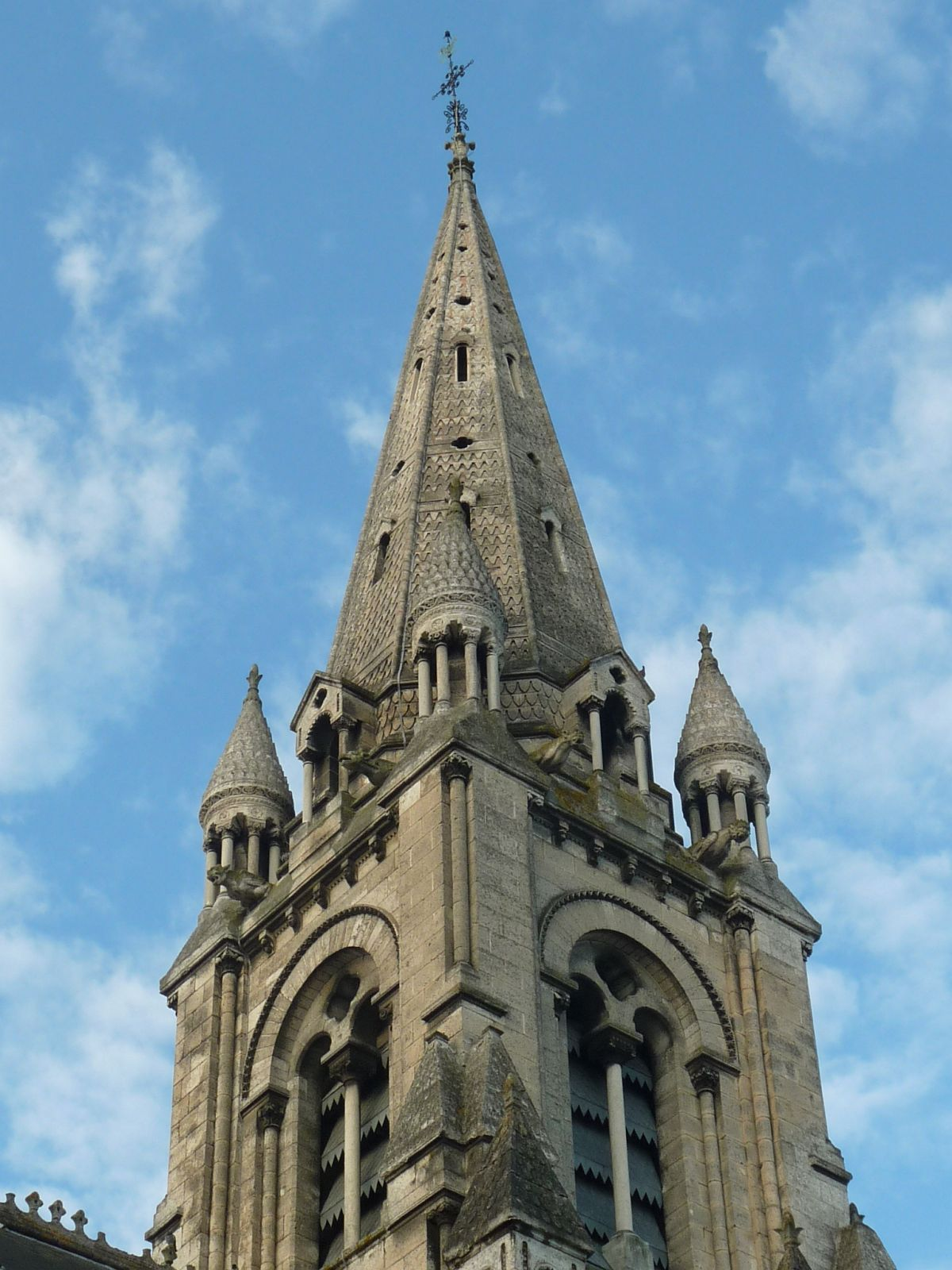

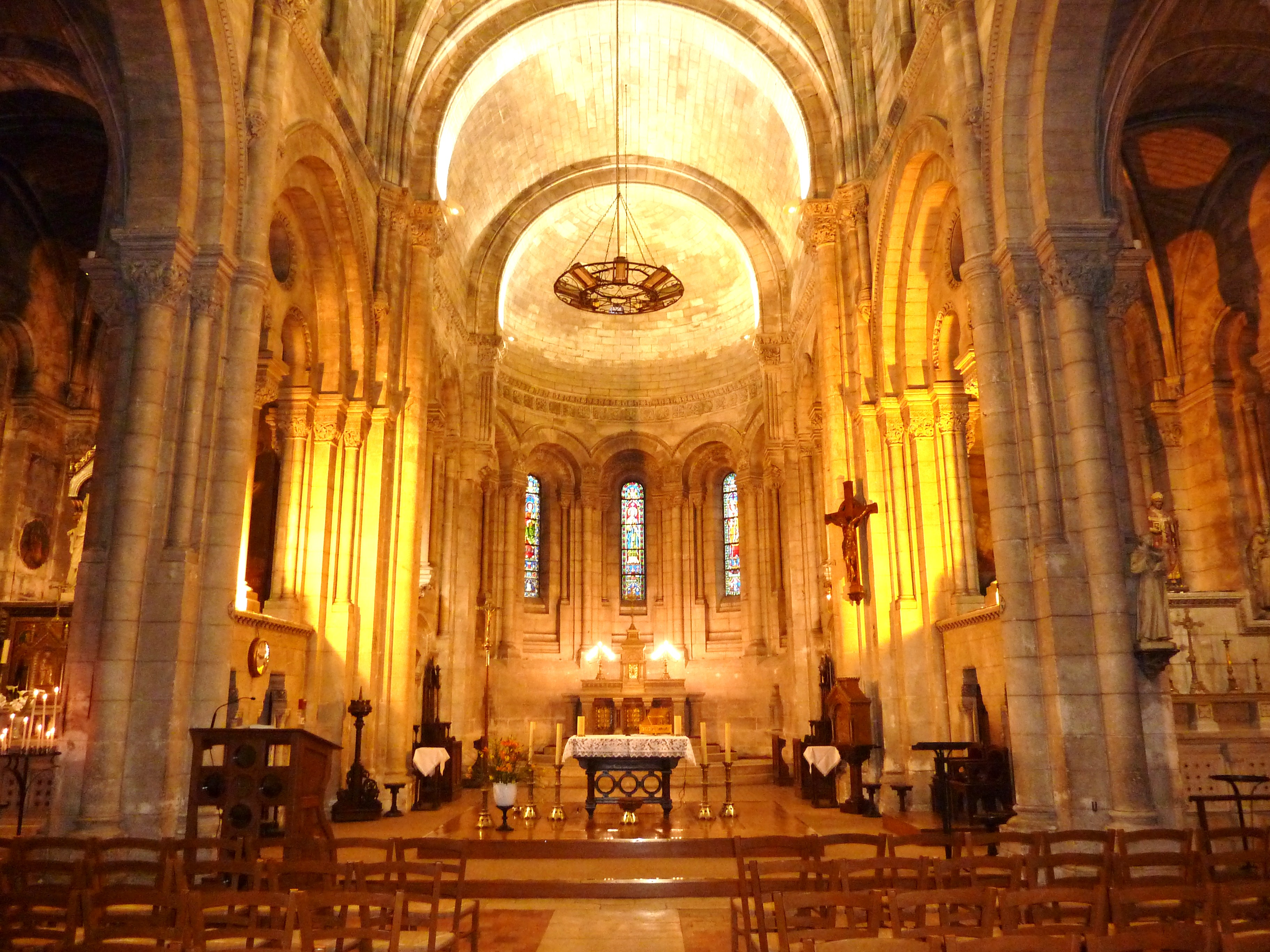
Le chœur.
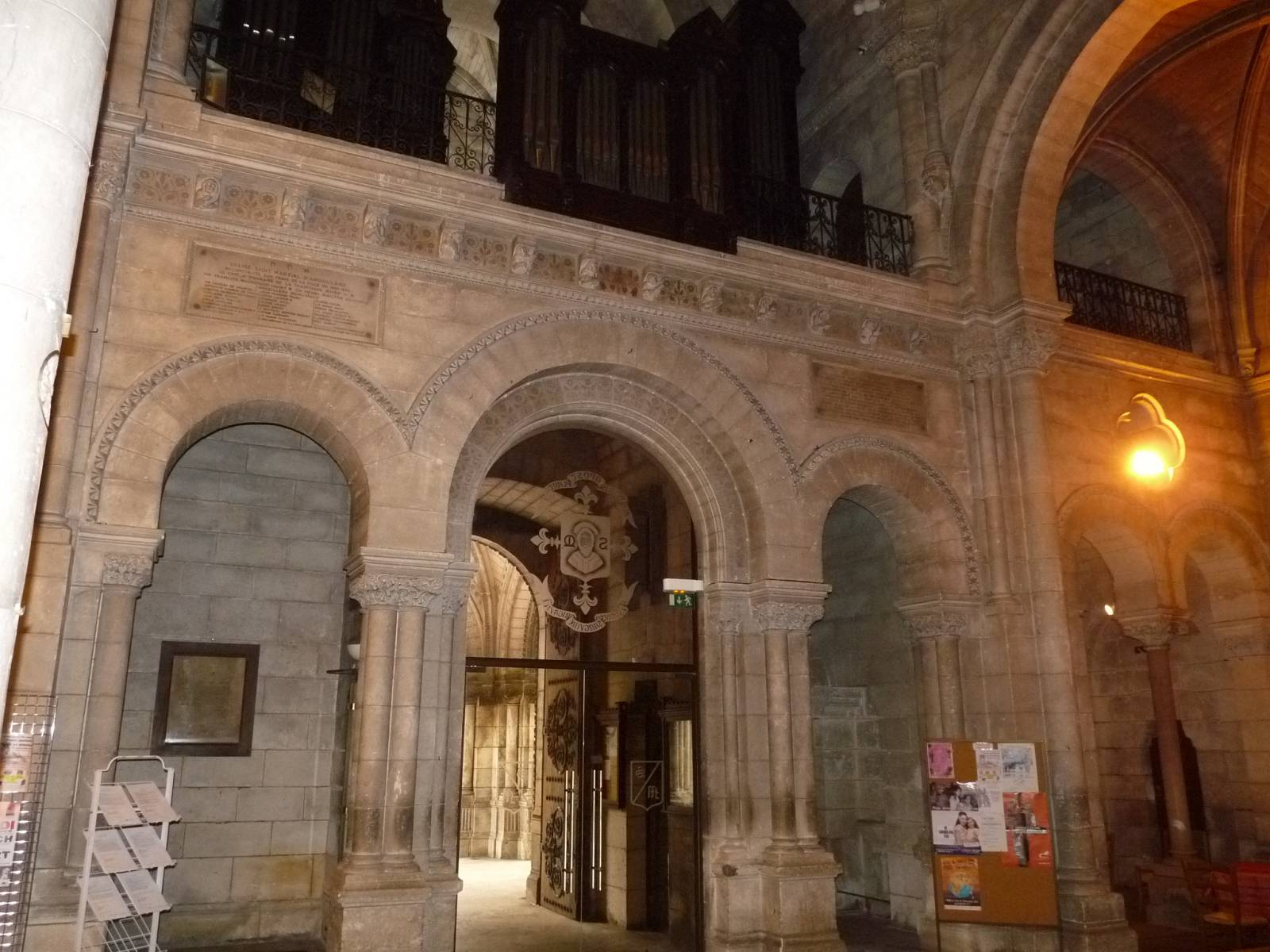
L'entrée et l'orgue.
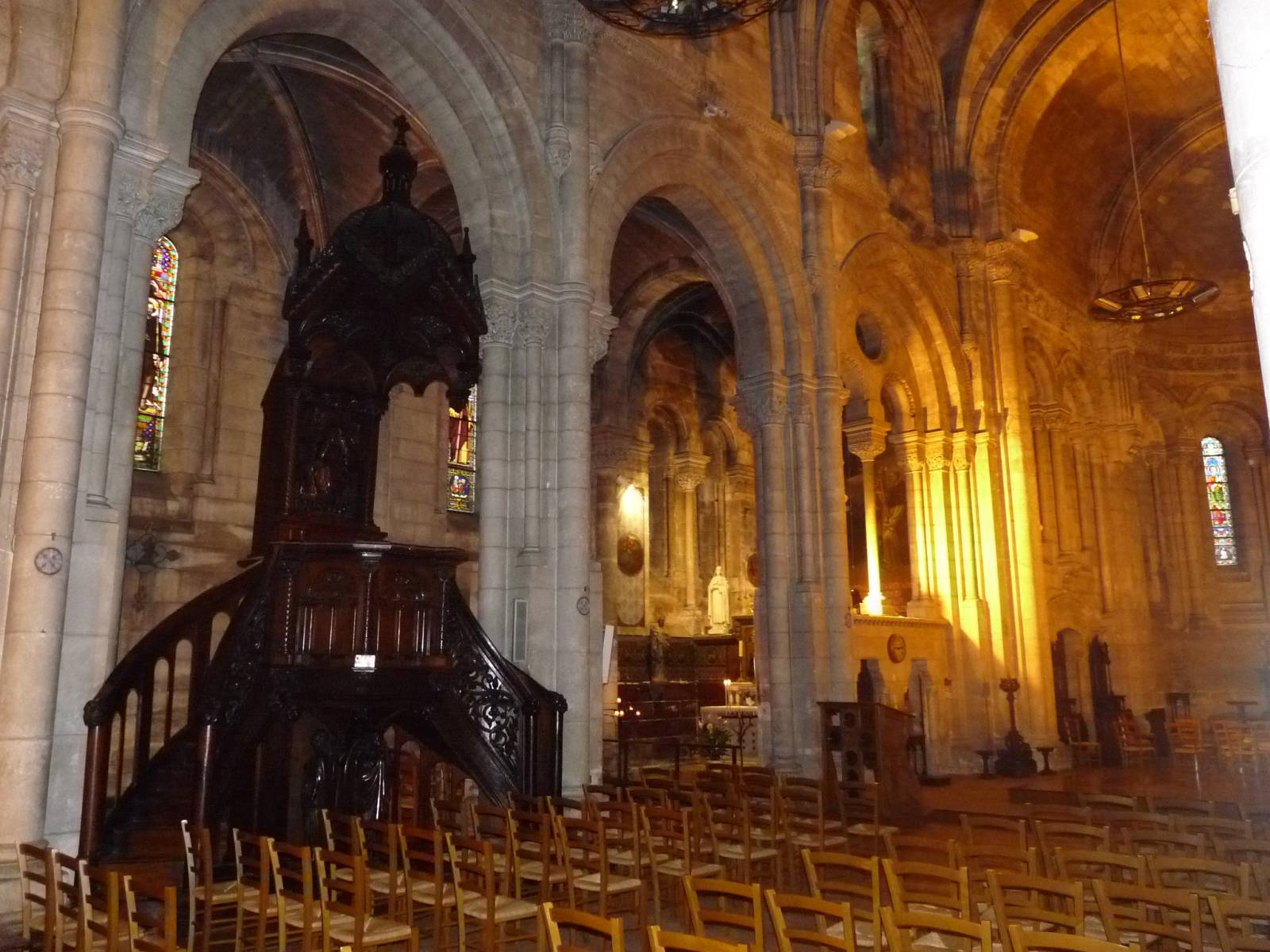
La chaire et la chapelle latérale dédiée à la Vierge.